# IC 1257
IC 1257 је збијено звјездано јато у сазвјежђу Змијоноша које се налази на листи објеката дубоког неба у Индекс каталогу.
Деклинација објекта је - 7° 5' 37" а ректасцензија 17h 27m 8,4s. Привидна величина (магнитуда) објекта IC 1257 износи 13,1. IC 1257 је још познат и под ознакама OCL 51.